# 青木和彦 (俳優)
青木 和彦（あおき かずひこ、1962年2月20日 - ）は、日本の俳優。元手品師。埼玉県熊谷市出身。オフィス樹木所属。

## 略歴
1986年にマギー司郎に弟子入りし2番弟子となる（マギー一門を参照）。3年間アシスタントを務めた後、役者を目指しその道に進む。

## 主な出演作

### テレビ
- 「ザ!情報ツウ」（日本テレビ）　再現ドラマに出演
- 「噂のど〜なってるの?!」（フジテレビ）　再現ドラマ火曜日準レギュラー

### 映画
- 「道後白昼市街戦」（Vシネマ）
- 「鯨道4」（Vシネマ）

### 舞台
- 「悲の器」「蒼い埠頭」（シアターモリエール）
- 「急がば廻れ」（シアターサンモール）
- 「父と暮らせば」（永代バースポット）
- 「赤い鳥の居る風景」